# François de Chasseloup-Laubat
François de Chasseloup-Laubat (Saint-Sornin, 18 agosto 1754 – Parigi, 3 ottobre 1833) è stato un ingegnere e militare francese.

## Biografia
Nacque a Saint-Sornin (Charente), di nobile famiglia ed entrò negli ingegneri francesi nel 1774.
Era ancora un giovane ufficiale allo scoppio della Rivoluzione, diventando capitano nel 1791. La sua abilità come ingegnere militare fu riconosciuta nelle campagne del 1792 e il 1793. L'anno successivo si distinse in diverse azioni e fu promosso successivamente capo battaglione e colonnello. Egli era il capo degli ingegneri all'Assedio di Magonza nel 1793, dopo di che fu mandato in Italia. Egli comandò le posizioni e le linee di avanzamento dell'esercito di Napoleone Bonaparte. Fu promosso generale di brigata prima della chiusura della campagna e fu successivamente impiegato nel fortificare la nuova frontiera del Reno in Francia.
Il suo lavoro come capo degli ingegneri nell'Armata d'Italia (1799) fu evidentemente un successo e dopo la battaglia di Novi fu nominato generale di divisione. Quando Napoleone scese in campo nel 1800 per recuperare i disastri del 1799, scelse di nuovo Chasseloup come suo ingegnere generale. Durante la pace di Amiens (1802), fu principalmente impiegato nel ricostruire le difese del nord Italia e in particolare il famoso Quadrilatero. Il suo capolavoro fu la grande cittadella di Alessandria.
Nel 1805 rimase in Italia con il generale Andrea Massena, ma alla fine del 1806 Napoleone, allora impegnato nella campagna polacca, lo chiamò alla Grande Armata, con la quale prestò servizio nella campagna del 1806-1807, dirigendo gli assedi di Kołobrzeg, Danzica e Stralsund. Durante la dominazione napoleonica in Germania, Chasseloup ricostruì molte fortezze, in particolare quella di Magdeburgo. Nel 1808 progettò per la difesa di Mantova il forte di Pietole, realizzato dal generale Giovanni Salimbeni.
Nella campagna del 1809 prestò servizio ancora una volta in Italia. Nel 1810 Napoleone fece di lui un consigliere di Stato. La sua ultima campagna fu quella del 1812 in Russia.
Si ritirò dal servizio attivo subito dopo, anche se nel 1814 fu di tanto in tanto impegnato nel controllo e nella costruzione di fortificazioni. Il re Luigi XVIII lo nominò pari di Francia e di un cavaliere dell'Ordine di San Luigi. Rifiutò di unirsi a Napoleone nei cento giorni, ma dopo la seconda Restaurazione votò nella Camera dei Pari contro la condanna del maresciallo Michel Ney.
In politica egli apparteneva al Partito Costituzionale. Il re lo nominò marchese. Gli anni successivi furono impiegati principalmente nel mettere in ordine i suoi manoscritti, un compito che dovette abbandonare a causa della perdita della vista. Il suo lavoro Correspondance d'un français général, ecc subacquei sur Sujets fu pubblicato a Parigi nel 1801 (ripubblicato a Milano nel 1805 e 1811 sotto il titolo Correspondance de deux générals, etc., essais sur quelques parties d'artillerie et de fortification). La più importante delle sue carte fu un manoscritto nel Deposito delle fortificazioni di Parigi.

## Araldica
|  |

|  |